# Critérium du Dauphiné libéré 1994
La 46e édition du Critérium du Dauphiné libéré a lieu du 30 mai au 6 juin 1994. La course est partie d'Évian-les-Bains pour arriver à Chambéry. Elle a été remportée par le Suisse Laurent Dufaux de l'équipe Once.

## Les étapes
| Étape     | Date   | Villes étapes                       | type                        | Distance (km) | Vainqueur d'étape | Leader du classement général |
| --------- | ------ | ----------------------------------- | --------------------------- | ------------- | ----------------- | ---------------------------- |
| Prologue  | 30 mai | Évian-les-Bains – Évian-les-Bains   | prologue                    | 6,7           | Chris Boardman    | Chris Boardman               |
| 1re étape | 31 mai | Évian-les-Bains – Saint-Priest      |                             | 224           | Marcel Wüst       | Chris Boardman               |
| 2e étape  | 1 juin | Charbonnières-les-Bains – Aubenas   |                             | 208           | Emmanuel Magnien  | Chris Boardman               |
| 3e étape  | 2 juin | Romans-sur-Isère – Romans-sur-Isère | contre-la-montre individuel | 38            | Chris Boardman    | Chris Boardman               |
| 4e étape  | 3 juin | Romans-sur-Isère – Échirolles       |                             | 196           | Emmanuel Magnien  | Chris Boardman               |
| 5e étape  | 4 juin | Échirolles – Le Collet d'Allevard   |                             | 173,5         | Pascal Hervé      | Laurent Dufaux               |
| 6e étape  | 5 juin | Allevard – Chambéry                 |                             | 203,5         | Ronan Pensec      | Laurent Dufaux               |
| 7e étape  | 6 juin | Chambéry – Chambéry                 |                             | 157           | Chris Boardman    | Laurent Dufaux               |

## Équipes participantes
Onze équipes participent au Critérium du Dauphiné.
| - Aubervilliers 93-Peugeot - Castorama - Catavana |  | - Chazal - Collstrop-Naessens-Concorde - Festina |  | - Gan-Lemond - Histor-Novemail - Kelme-Avianca |  | - Lotto-Vetta - Once |

## Classement général
|     | Cycliste               | Équipe          | Temps               |
| --- | ---------------------- | --------------- | ------------------- |
| 1er | Laurent Dufaux         | Once            | en 32 h 21 min 53 s |
| 2e  | Ronan Pensec           | Histor-Novemail | + 55 s              |
| 3e  | Artūras Kasputis       | Chazal          | + 1 min 25 s        |
| 4e  | Didier Rous            | Gan-Lemond      | + 1 min 36 s        |
| 5e  | Pascal Hervé           | Festina-Lotus   | + 1 min 39 s        |
| 6e  | Richard Virenque       | Festina-Lotus   | + 1 min 42 s        |
| 7e  | Ignacio García Camacho | Kelme-Avianca   | + 2 min 31 s        |
| 8e  | Patrick Jonker         | Histor-Novemail | + 2 min 53 s        |
| 9e  | Éric Caritoux          | Chazal          | + 4 min 36 s        |
| 10e | Christophe Manin       | Chazal          | + 5 min 8 s         |